# Колекъёган (деревня)
Колекъёган — упразднённая в 2018 году деревня в Нижневартовском районе Ханты-Мансийского автономного округа — Югры. Входила в состав Сельского поселения Ваховск.
Население на 1 января 2008 года составляло 46 человек.

## Климат
Климат резко континентальный, зима суровая, с сильными ветрами и метелями, продолжающаяся семь месяцев. Лето относительно тёплое, но быстротечное.

## История
Законом ХМАО — Югры от 29 июня 2018 года N 52-оз, деревня была упразднена, в связи с отсутствием в ней зарегистрированного в установленном порядке и постоянно проживающего населения.

## Население
| 1989 | 2002 | 2010 |
| ---- | ---- | ---- |
| 57   | ↘48  | ↘13  |